# Henry Sinclair
Henry (I) Sinclair (v. 1345– v. 1400), comte d'Orkney, baron de Rosslyn et seigneur des Shetland, fut un noble écossais.

## Origine
La lignée des Sinclair ou Saint Clair, serait originaire de Normandie, plus exactement de Saint-Clair-sur-Epte. Un illustre aïeul, Guillaume de Saint Clair  fut compagnon de Guillaume le Conquérant. En raison de ses exploits, il reçut en héritage, la baronnie de Roslin ou Rosslyn en Écosse, sur laquelle les descendants de la famille Saint Clair édifièrent par la suite la chapelle de Rosslyn.
Henry Sinclair était le fils de William Sinclair et d'Isabelle de Strathearn une des filles et héritières de Malise V de Strathearn comte des Orcades c'est à se titre qu'il devint à son tour comte des Orcades en 1379 lorsqu'il reçut l'investiture du roi Haakon VI de Norvège.

## Biographie
Henry Sinclair est le fils de William Sinclair Lord de Rosslyn (+ 1358) et de son épouse Isabelle fille de Malise V de Strathearn. En tant que comte des Orcades, Henry Sinclair comme tous ses prédécesseurs  étaient sujets des rois de Norvège pour ces îles nordiques. Il est investi du titre de comte des Orcades comme héritier de son grand-père maternel  par le roi Haakon VI de Norvège en 1379.
En 1389, Henry Sinclair assiste au couronnement du roi Éric de Poméranie en Norvège, et met en gage son serment de fidélité.
En 1391, il élimine des Orcades son cousin Malise Spare et contrôle également les Îles Féroé et le Groenland pour le compte  d'Éric de Poméranie futur roi de l'union de Kalmar.
En 1400, Henry Sinclair meurt lors d'une bataille contre des forces anglaises. Son fils Henry II Sinclair lui succède.

## Henry Sinclair et Zichmni
Le naturaliste germano-écossais Johann Reinhold Forster, spécialiste, passionné de la faune et de l'histoire nord-américaine, identifia le mystérieux prince Zichmni comme pouvant être le comte Henry Sinclair, décrit dans les lettres prétendument écrites à la fin du XIVesiècle par les frères Zeno de Venise. Ce courrier raconte la description des voyages effectués dans tout l'Atlantique nord sous le commandement de Zichmni-Sinclair. L'identification de Zichmni comme pouvant être Henry Sinclair est une hypothèse très controversée.
Certaines théories spéculent que Henry Sinclair, alias Zichmni, a voyagé non seulement au Groenland mais jusqu'en Amérique, plus précisément en Nouvelle-Écosse actuelle, où il aurait pu entrer en contact avec les Indiens Micmac. Il aurait peut-être atteint le Massachusetts. Selon ces théories, son expédition pourrait être à l'origine de la construction de la tour de Newport.
Certains auteurs non académiques l'identifient au « prince Zichmni » dont le nom apparaît dans un livre écrit par un certain Nicolo Zeno de Venise, publié en 1558 sous le titre Découverte des îles de Frislanda, Manda, etc. Ce récit, prétendument basé sur des lettres et une carte écrites vers la fin du XIVe siècle par les ancêtres de l'auteur, les frères Nicolo et Antonio Zeno, à leur frère Carlo Zeno, relate les explorations vers le Groenland et les côtes nord-américaines entreprises par les frères Zeno sous le commandement du prince Zichmni. Mais en fait Niccolo Zeno avait élaboré une supercherie à base de documents existants à son époque, fautes y comprises, tel que l'a démontré la bibliothèque nationale de France, qui fait exceptionnel, consacre une page à cette supercherie.

## Chevalier du Temple
Les Sinclair semblent souvent liés à l'ordre du Temple car leur nom revient régulièrement dans les légendes liées aux Templiers, mais aucune preuve de la réalité de ce fait n'a jamais pu être établie. De plus, aucun Sinclair ne figure sur une des nombreuses Chartes issu des Templiers, dont on sait par ailleurs qu'ils ne furent jamais que 2 pour la province d'Ecosse (Voir Templiers en Ecosse), Anglo-Normands et donc proches et féaux du Roi d'Angleterre (ce qui a limité leur expansion dans cette province).
Les Sinclair auraient participé aux côtés de Robert le Bruce (excommunié par le pape deux ans avant la décision royale de Philippe le Bel d'exterminer tous les Templiers), à la victoire écossaise lors de la bataille de Bannockburn contre les Anglais.
La chapelle de Rosslyn serait un des lieux où serait enfoui le trésor des templiers, mais ce n'est qu'une légende et un anachronisme, car celle-ci ne fut construite qu'en 1440 (début de la construction).
Certaines théories avancent l'hypothèse que le voyage d'Henry Sinclair en Amérique aurait permis, selon une légende des amérindiens Micmac, d'y déposer le fameux trésor.

## Sources
- (en) Stephen Boardman, The early Stewart Kings. Robert II and Robert III 1371-1406, Edinburgh, John Donald, 2007, 348 p. (ISBN 9-781904-607687), p. 142,205,280.
- (en) John L. Roberts, Lost Kingdoms Celtic scotland and the Middle Ages, Edinburgh, Edinburgh University Press, 1997, 230 p. (ISBN 0748609105), p. 172 Sinclairs, Earls of Caithness.